# Рід-бай-Керцерс
Рід-бай-Керцерс (нім. Ried bei Kerzers) — громада  в Швейцарії в кантоні Фрібур, округ Зее.

## Географія
Громада розташована на відстані близько 20 км на захід від Берна, 18 км на північ від Фрібура.
Рід-бай-Керцерс має площу 7,6 км², з яких на 11,9% дозволяється будівництво (житлове та будівництво доріг), 80,2% використовуються в сільськогосподарських цілях, 7,3% зайнято лісами, 0,5% не є продуктивними (річки, льодовики або гори).

## Демографія
2019 року в громаді мешкало 1160 осіб (+15,2% порівняно з 2010 роком), іноземців було 16,7%. Густота населення становила 154 осіб/км².
За віковим діапазоном населення розподілялося таким чином: 19,6% — особи молодші 20 років, 63% — особи у віці 20—64 років, 17,4% — особи у віці 65 років та старші. Було 482 помешкань (у середньому 2,4 особи в помешканні).
Із загальної кількості 728 працюючих 361 був зайнятий в первинному секторі, 139 — в обробній промисловості, 228 — в галузі послуг.